# Laura Hérin
Laura Hérin Ávila (ur. 8 kwietnia 2001) – kubańska zapaśniczka walcząca w stylu wolnym. Olimpijka z Tokio 2020, gdzie zajęła piętnaste miejsce w kategorii 53 kg. Siódma na mistrzostwach świata w 2022 roku. 
Wicemistrzyni igrzysk panamerykańskich w 2023. Triumfatorka igrzysk Ameryki Środkowej i Karaibów w 2023. Brązowa medalistka mistrzostw panamerykańskich w 2023. Wygrała igrzyska panamerykańskie młodzieży w 2021. Mistrzyni panamerykańska juniorów w 2019 i 2021 roku.